# Zeng Yongquan
Zeng Yongquan 曾涌泉  fue un diplomático de carrera chino.
- De 1952 a 16 de enero de 1955 fue embajador en Varsovia.
- El 16 de enero de 1955 Mao designó Jungtschuan Tseng como embajador en Berlín Este, donde fue el 30 de abril de 1955 acreditado.
- De marzo de 1966 a octubre de 1966 fue embajador en Bucarest.[1]